# Apophyllitgruppe
Die Apophyllitgruppe (kurz Apophyllit) ist eine Bezeichnung für eine Gruppe von relativ häufig vorkommenden Mineralen aus der Mineralklasse der Silikate. Strukturell gehören die Apophyllite zu den Schichtsilikaten (Phyllosilikaten). Sie kristallisieren im tetragonalen Kristallsystem bzw. im orthorhombischen Kristallsystem
mit der chemischen Zusammensetzung (K,Na)Ca4Si8O20(F,OH)·8H2O. Die in den runden Klammern angegebenen Elemente Kalium und Natrium bzw. Fluor und Hydroxidionen können sich in der Formel jeweils gegenseitig vertreten (Substitution, Diadochie), stehen jedoch immer im selben Mengenverhältnis zu den anderen Bestandteilen des Minerals. Die Minerale der Apophyllitgruppe werden, häufig in Begleitung von Zeolithen, als sekundäre Bildungen in Hohlräumen in Basalten, Phonolithen oder anderen basischen Vulkaniten gefunden.

## Etymologie und Geschichte

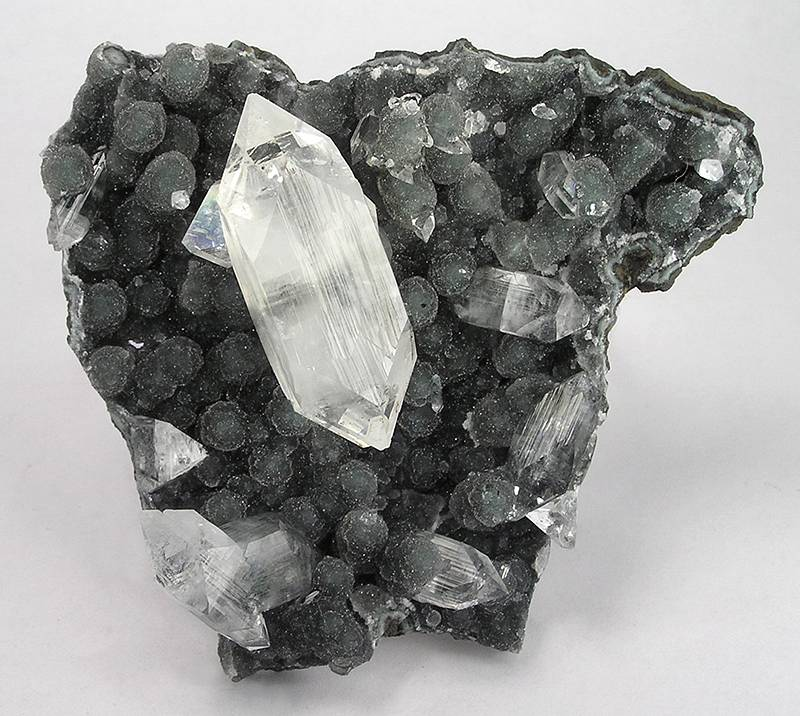
Idiomorpher, transparenter Fluorapophyllit-(K)-Kristall auf Quarz aus dem Distrikt Jalgaon, Maharashtra, Indien (Größe: 11,3 cm × 10,1 cm × 4 cm)

Erstmals wurde Apophyllit im Jahre 1784 von Carl Rinman, dem Sohn von Sven Rinman, als „Zeolith von Hellesta“ in Schweden erwähnt und dabei auch mit den Trivialnamen „Gässten“ und „Brausestein“ bedacht. Als eigenständiges Mineral wurde Apophyllit zuerst von José Bonifácio de Andrada e Silva als „Ichthyophthalme“ beschrieben, wobei das Originalvorkommen des „Ichthyophthalm“ die Insel Utö im südlichen Stockholmer Schärengarten ist. Abraham Gottlob Werner deutschte den Namen zu „Fischaugenstein“ ein. Der Name nimmt Bezug auf den Perlmuttglanz der Basisfläche, der einem gekochten Fischauge ähnelt. René-Just Haüy betrachtete 1801 einen Apophyllit aus Island ursprünglich als eine Varietät des von ihm aufgestellten Mesotyps und benannte ihn „Mésotype époinlée“, bezeichnete das Mineral aber vier Jahre später im Hinblick auf das Verhalten vor dem Lötrohr (nach dem griechischen Wort ἀπόφύλλίζω [apophyllizo] für „entblättern“) als Apophyllit. David Brewster hat gefunden, dass der Apophyllit von den Färöer-Inseln im polarisierten Licht die Charakteristika zweiachsiger Kristalle zeigt und stellte die eigene Spezies „Tesselit“ (nach dem lateinischen Wort „tessella“, Diminutiv von tessera, Würfelchen) auf. Eine Übersicht weiterer historischer Namen geben Pete Dunn und Wendell Wilson.
Apophyllit-Kristalle werden auch im weltweiten Rahmen vor allem mit den Vorkommen im indischen Dekkan-Trapp assoziiert. Seit dem Bau der Eisenbahn zwischen Mumbai und Pune im Jahre 1851, spätestens aber seit dem Beginn des Baubooms Anfang der 1970er Jahre, sind aus dem Dreieck, welches die Städte Mumbai, Pune und Nashik bilden, im wahrsten Sinne des Wortes unzählige hervorragende Apophyllitstufen geborgen worden.
Während der Name „Apophyllit“ nicht für ein einzelnes Mineral steht, sondern für zwei Mischkristallreihen und damit für eine ganze Mineralgruppe, wurden die Namen der Endglieder im Jahr 1978 von der IMA neu benannt. Nach diversen weiteren Umbenennungen besteht die Apophyllit-Gruppe nun aus den folgenden, von der IMA anerkannten Mineralen, wobei zur Apophyllitgruppe gelegentlich auch ein weiteres Mineral, nämlich der Carletonit, hinzugefügt wird.
- Fluorapophyllit-(K) (ehemals Fluorapophyllit und Apophyllit-(KF)); ditetragonal-dipyramidal; KCa4[(F,OH)|(Si4O10)2]·8H2O[8]
- Hydroxyapophyllit-(K) (ehemals Hydroxyapophyllit und Apophyllit-(KOH)); ditetragonal-dipyramidal; KCa4[(OH,F)|(Si4O10)2]·8H2O[8]
- Fluorapophyllit-(Na) (ehemals Natro-Apophyllit und Apophyllit-(NaF)); orthorhombisch-dipyramidal; NaCa4[F|(Si4O10)2]·8H2O[8]
- Fluorapophyllit-(Cs) (IMA 2018-108a); ditetragonal-dipyramidal; CsCa4(Si8O20)F(H2O)8[9] bzw. CsCa4[F|(Si4O10)2]·8H2O
- Fluorapophyllit-(NH4) (IMA 2019-083); ditetragonal-dipyramidal; NH4Ca4(Si8O20)F⋅8H2O[10]
- Carletonit; ditetragonal-dipyramidal; KNa4Ca4[(OH,F)|(CO3)4|Si8O18]·H2O[8]

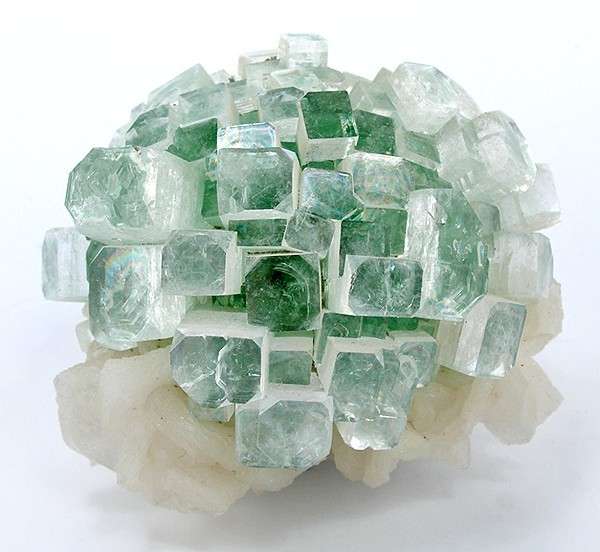
Fluorapophyllit-(K) auf Stilbit-(Ca) von Rahuri, Ahmadnagar District, Maharashtra, Indien
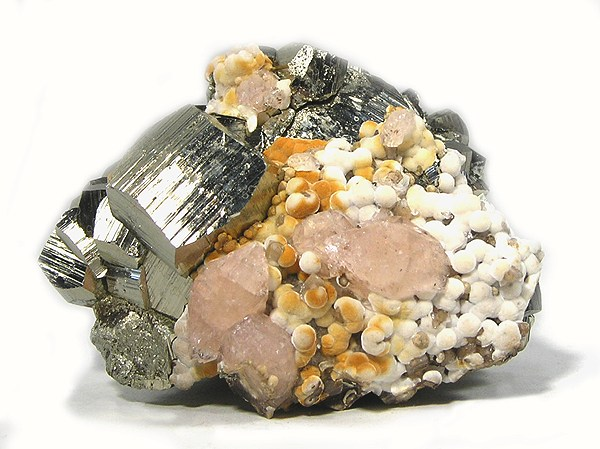
Hydroxyapophyllit-(K) mit Pyrit und Tobermorit von Noche Buena, Zacatecas, Mexiko
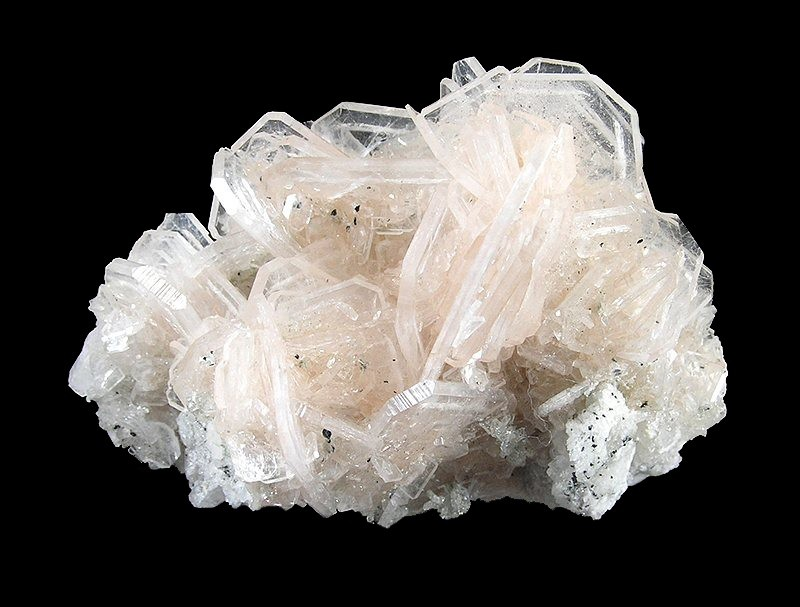
Fluorapophyllit-(Na) aus der Fengjiashan Mine, China
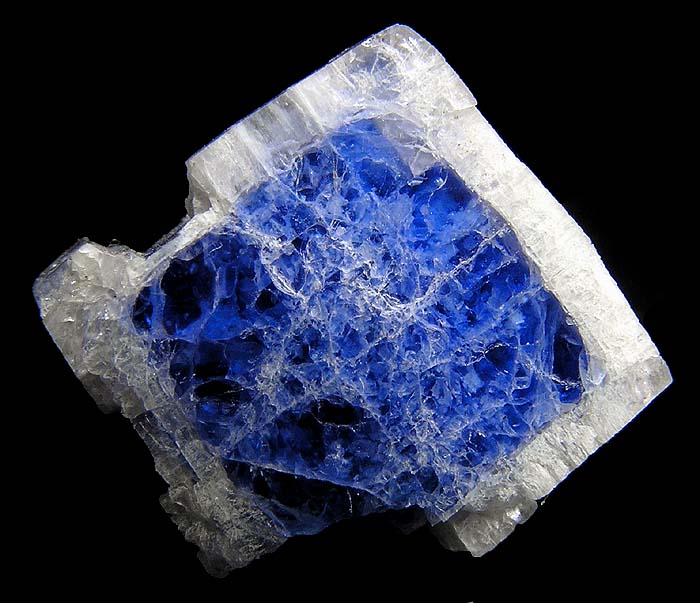
Carletonit aus dem Poudrette Quarry am Mont Saint-Hilaire, Québec, Kanada

## Klassifikation
In der mittlerweile veralteten, aber noch gebräuchlichen 8. Auflage der Mineralsystematik nach Strunz gehörten die Apophyllite zur Mineralklasse der „Silikate und Germanate“ und dort zur Abteilung der „Schichtsilikate (Phyllosilikate)“, wo die drei Endglieder die Apophyllitgruppe mit der System-Nr. VIII/H.01 bildeten.
Die seit 2001 gültige und von der International Mineralogical Association (IMA) verwendete 9. Auflage der Strunz’schen Mineralsystematik ordnet die Apophyllite ebenfalls in die Klasse der „Silikate und Germanate“ und dort in die Abteilung der „Schichtsilikate (Phyllosilikate)“ ein. Diese Abteilung ist allerdings weiter unterteilt nach der Struktur der Schichten, so dass die drei Apophyllit-Endglieder entsprechend ihrem Aufbau in der Unterabteilung „Einfache Tetraedernetze mit 4, 5, (6) und 8 beteiligten Ringen“ zu finden sind, wo sie wiederum die Apophyllitgruppe mit der System-Nr. 9.EA.15 bilden.
Auch die vorwiegend im englischen Sprachraum gebräuchliche Systematik der Minerale nach Dana ordnet die Apophyllite in die Klasse der „Silikate und Germanate“ und dort in die Abteilung der „Schichtsilikatminerale“ ein. Hier bilden die drei Apophyllit-Endglieder zusammen mit Carletonit ebenfalls die „Apophyllitgruppe“ mit der System-Nr. 72.03.01 innerhalb der Unterabteilung der „Schichtsilikate: Zweidimensionale unbegrenzte Lagen mit anderen als sechsgliedrigen Ringen: 3-, 4- oder 5-gliedrige Ringe und 8-gliedrige Ringe“.

## Chemismus
Die drei Gruppen-Endglieder bilden Mischkristallreihen. Diese sind ohne aufwändige Analysen nicht voneinander zu unterscheiden und treten in der Regel nicht in der idealen Zusammensetzung auf. Das F/(OH)-Verhältnis wechselt mit den Endgliedern Fluorapophyllit-(K) und Hydroxyapophyllit-(K). Alle drei Endglieder weisen hohe Calcium-Gehalten zwischen 24 und 25 Gew.-% auf, Kalium ist formelwirksam im Fluorapophyllit-(K) und im Hydroxyapophyllit-(K), Natrium hingegen nur im Fluorapophyllit-(Na) vorhanden. In manchen Ammonium-haltigen Apophylliten sind bis zu 25 % des stöchiometrischen K+ durch NH4+ ersetzt. Möglicherweise existiert hier eine weiter Mischkristallreihe zwischen Fluorapophyllit-(K) und einem hypothetischen Endglied Fluorapophyllit-(NH4).
Insbesondere indische Apophyllite aus stark porösen Basalten, die Maximalgehalte von 600 ppm bis 750 ppm Vanadium besitzen, weisen in ihrem Spurenelementbestand Gehalte von 1600 ppm Vanadium und 350 ppm Mangan auf. Es hat sich herausgestellt, dass das Vanadium als vierwertiges Vanadium in Form des Vanadyl-Ions (VO2+) für die grüne Farbe der indischen Apophyllite und auch für deren Dichroismus verantwortlich ist.

## Kristallstruktur

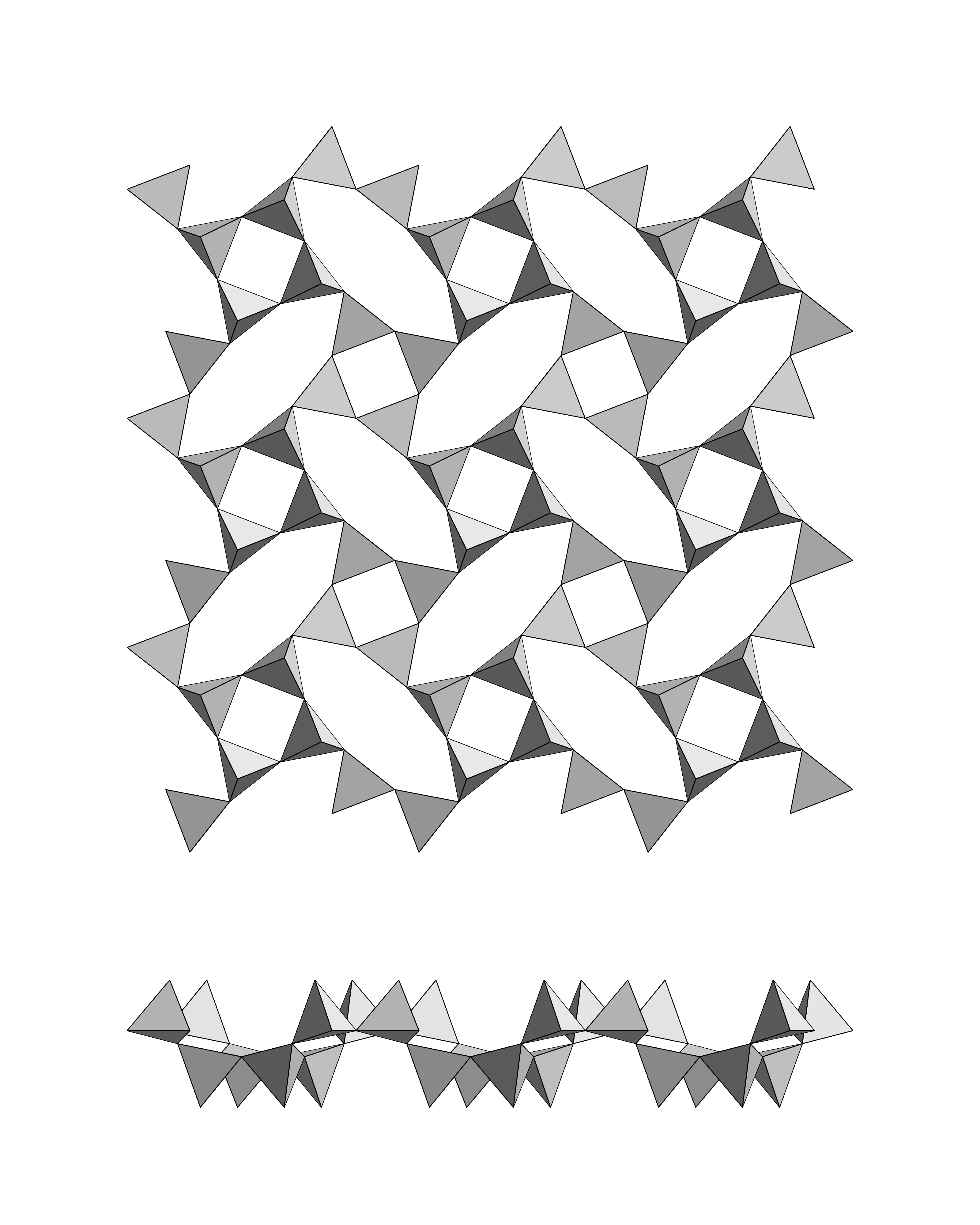
[SiO_{4}]-Tetraederschicht des Apophyllits, projiziert auf die Ebene (001). Die SiO_{4}-Tetraeder bilden Viererringe, deren Spitzen abwechselnd nach oben und unten zeigen.

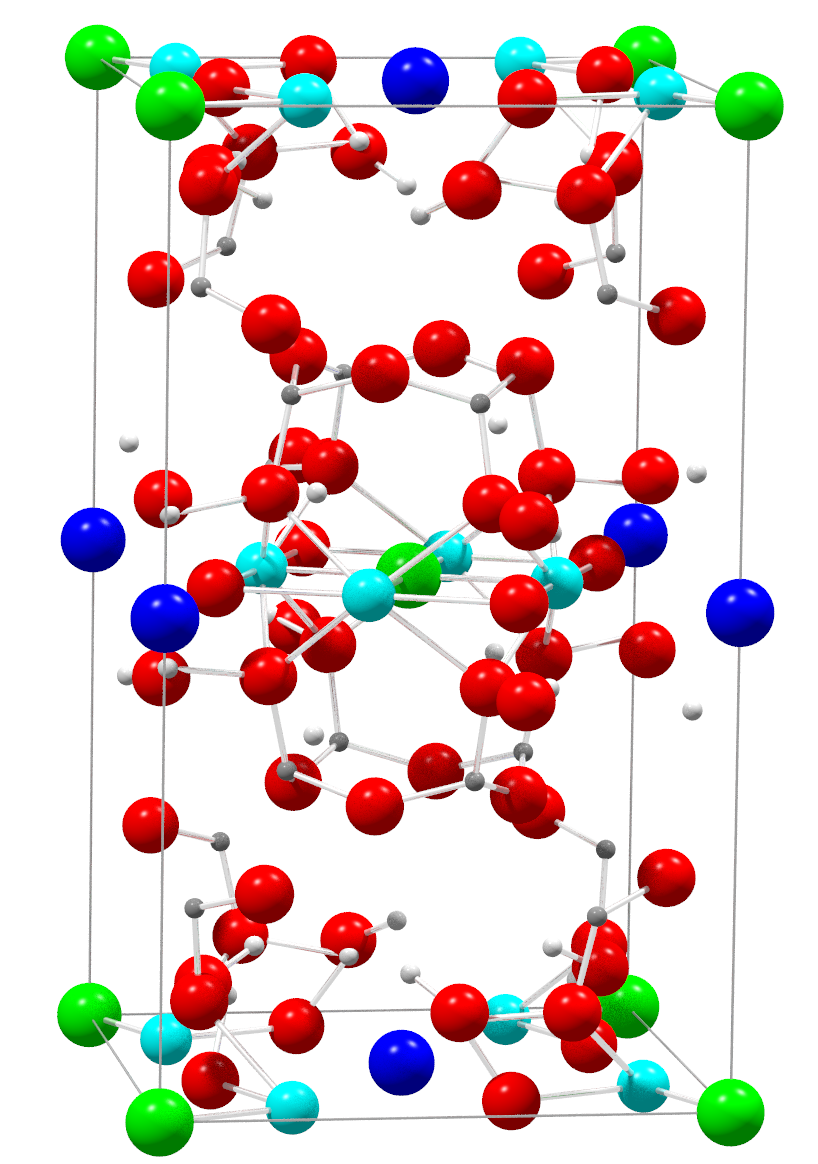
Apophyllit-Struktur:
Cyan Ca^{2+},
Blue (Na, K)^{+},
Red O^{2−},
Lime F^{−},
Silver H^{+},
Gray Si^{4+}

Die Minerale der Apophyllitgruppe kristallisieren tetragonal in der Raumgruppe P4/mnc (Raumgruppen-Nr. 128) (Fluorapophyllit-(K) und Hydroxyapophyllit-(K)) bzw. orthorhombisch in der Raumgruppe Pnnm (Raumgruppen-Nr. 58) (Fluorapophyllit-(Na)).
Apophyllit weist eine ungewöhnliche Einschichtstruktur auf, die aus endlosen Schichten bzw. Netzen von SiO4-Tetraedern parallel (001) besteht (vgl. dazu auch die nebenstehenden Abbildungen). Im Gegensatz zu den Sechserringen der Glimmergruppe werden diese Schichten aus Vierer- und Achterringen von eckenverknüpften [SiO4]4−-Tetraedern aufgebaut. Die Viererringe zeigen bezüglich der c-Achse alternierend nach oben und nach unten. Die Schichten sind miteinander durch große Calcium-Ionen verknüpft, die aus jeder der benachbarten Schichten zwei Sauerstoffatome, ein (OH,F)-Ion und zwei H2O-Moleküle verbinden. Die Verbindung der H2O-Moleküle mit den Sauerstoffatomen der SiO4-Tetraeder geschieht über Wasserstoffbrückenbindungen. Jedes (OH,F)-Ion ist von vier koplanaren Calcium-Ionen umgeben, während jedes Kalium- bzw. Natrium-Ion von acht H2O-Molekülen umgeben ist. Auf diese Weise wechseln die Tetraederschichten kontinuierlich mit Schichten, die aus den großen Kationen von Calcium, Natrium und Kalium sowie F−/OH− sowie H2O-Molekülen bestehen. Die Anordnung der Schichten parallel (001) erklärt die sehr vollkommene Spaltbarkeit der Apophyllite in diese Richtung.
Das Kristallwasser wird in zwei Schritten zwischen 330 °C und 440 °C ausgetrieben. Bei Dominanz von Fluor gegenüber Hydroxid finden diese Wasserabgaben bei um jeweils ca. 20 °C höheren Temperaturen statt als im umgekehrten Fall.

## Eigenschaften

### Morphologie
Die Minerale der Apophyllitgruppe finden sich in fast immer aufgewachsenen, bis zu 20 cm großen und bis 1 kg schweren Kristallen, die im Wesentlichen in drei verschiedenen Grundtypen mit den Hauptflächenformen {100}, {101}, {001} und {210} auftreten (siehe dazu auch die nebenstehenden Kristallzeichnungen). Bei Vergleichen mit historischen Kristallzeichnungen muss beachtet werden, dass die Aufstellung der Kristalle in modernen Zeichnungen gegenüber der früheren morphologischen Orientierung um 45° gedreht ist.

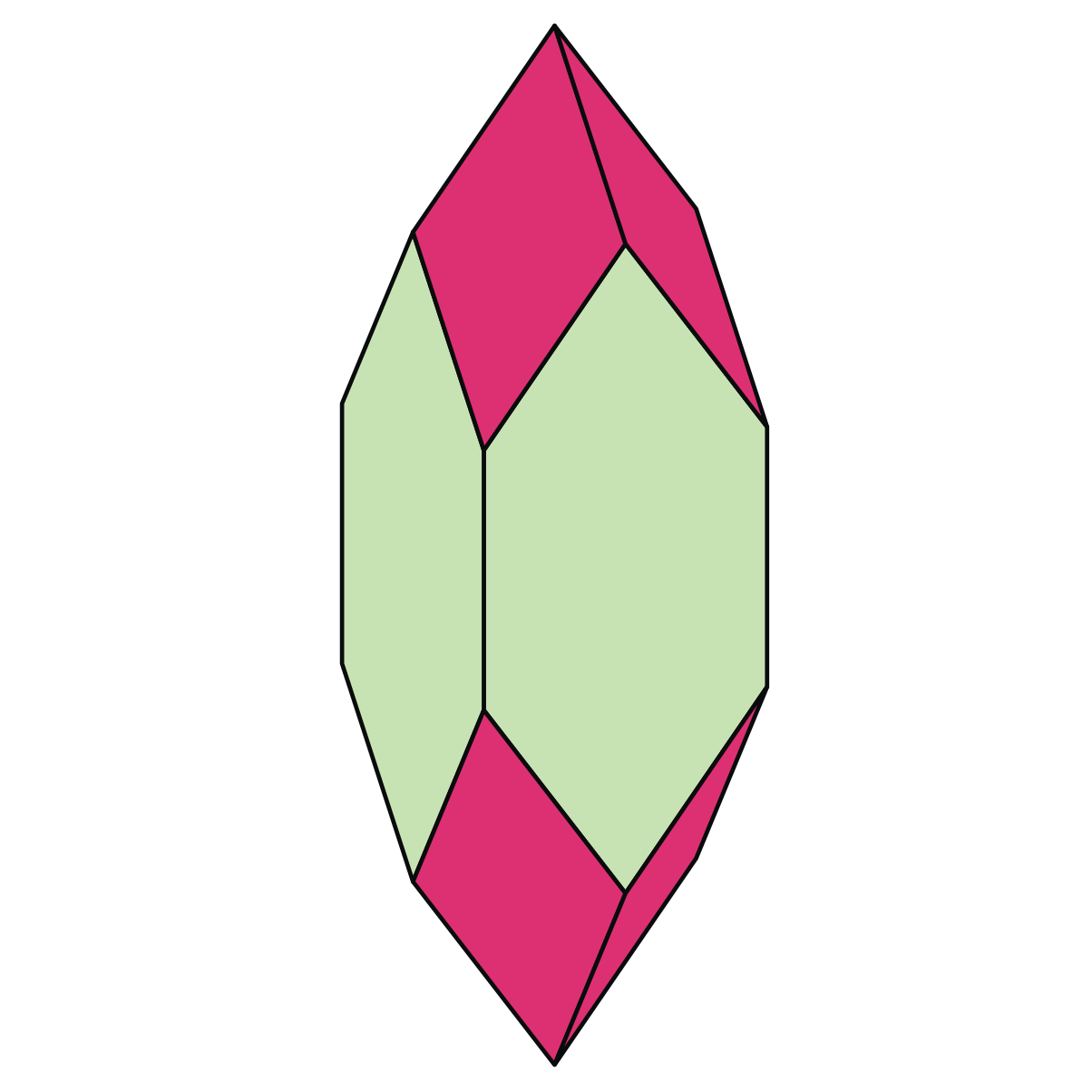
dipyramidaler Apophyllitkristall
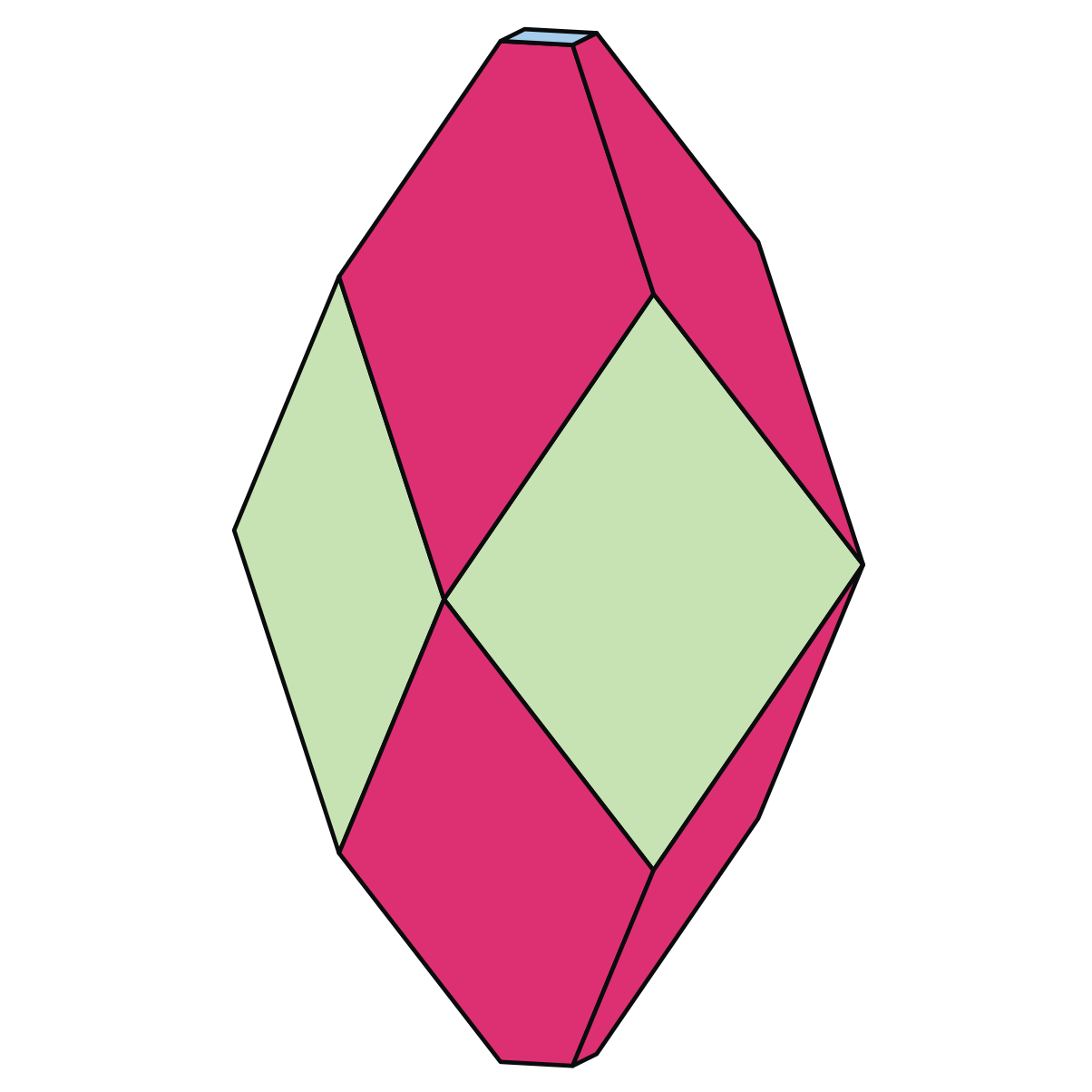
prismatischer Apophyllitkristall
isometrischer Apophyllitkristall
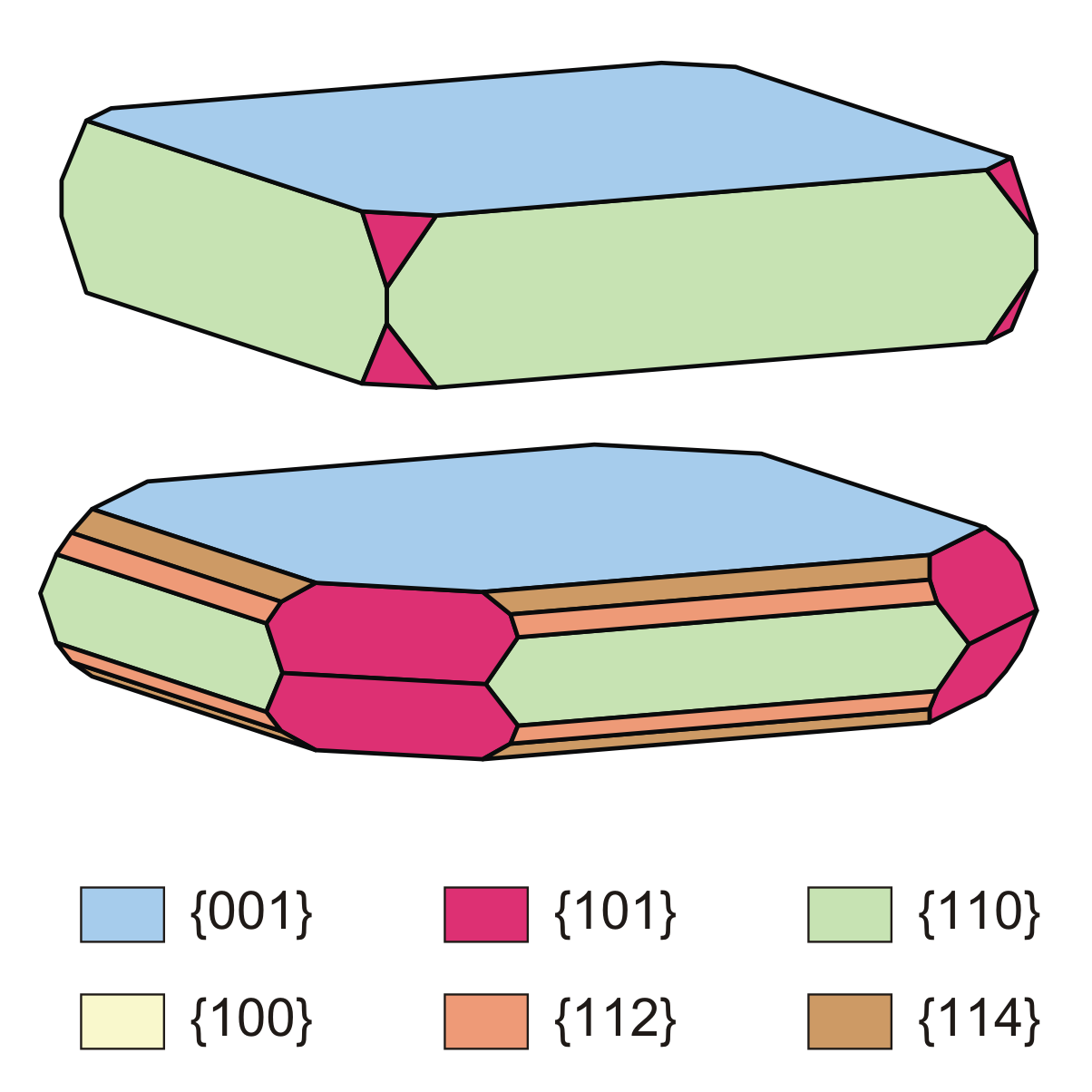
tafelige Apophyllitkristalle. gleiche Farben bedeuten gleiche Flächenformen

Kristalle des Typs I sind pyramidal mit der trachtbestimmenden tetragonalen Dipyramide {101}, welche durch das Prisma {110} und das Basispinakoid {001} modifiziert werden kann. Kristalle des Typs II sind durch Vorherrschen von {110} und {001}, die sich oft im Gleichgewicht befinden, prismatisch bis würfelähnlich und Kristalle des Typs III durch Dominanz von {001} tafelig. Die Flächen von {110} weisen durch gleichzeitiges Auftreten von {110} und {210} häufig eine deutliche und tiefe, kantenparallele Streifung sowie Rundung auf. Im Gegensatz dazu steht die bereits Ende des 19. Jahrhunderts vertretenes Meinung, dass die Streifung der Apophyllite durch Baufehler mit Bildung zahlloser aneinandergrenzender Subindividuen entsteht, wobei die individuellen Blöcke um jeweils 1° bis 3° versetzt sind. Die Flächen von {001} sind oft matt oder sogar rau. Der Winkel zwischen den Flächen (111) und (001) beträgt 119,5°, zwischen zwei (111)-Flächen 104° und zwischen (111) und (100) 128°. Neben Kristallen bildet Apophyllit auch blätterige, schalige, körnige oder strahlige sowie chalcedonartige oder porzellanähnliche Aggregate.

### Physikalische und chemische Eigenschaften
In reiner Form ist Apophyllit farblos und wasserklar-durchsichtig. Durch vielfache Lichtbrechung aufgrund von Gitterbaufehlern oder polykristalliner Ausbildung sind die Kristalle viel häufiger aber weiß oder zeigen durch Fremdatome (z. B. vierwertiges Vanadium in Form des Vanadyl-Ions VO2+) bzw. durch Einschlüsse anderer Minerale (Seladonit, Chlorit, Hämatit, Goethit) graue, rosen- bis fleischrote, gelbliche, grünliche bis grüne oder sogar bläuliche Farbtöne, wobei die Transparenz entsprechend abnimmt. Mozartit, der für gelbliche, rote und beigefarbene Töne verantwortlich gemacht wurde, tritt hingegen nicht als Einschlussmineral auf. Gelegentlich wurden sogar dichroitische Kristalle mit blaugrünen Farben parallel [001] und blass gelbgrünen Farbtönen senkrecht dazu angetroffen. Es hat sich gezeigt, dass sowohl für den Dichroismus als auch für die grüne Farbe zumindest der indischen Apophyllite hohe Gehalte an Vanadium verantwortlich sind.
Die Strichfarbe der Apophyllite ist hingegen immer weiß oder hellgrau. Die Oberflächen der durchscheinenden bis durchsichtigen Kristalle weisen auf den Flächen von {110} einen glasartigen Glanz, auf den Flächen von {001} und auf Spaltflächen hingegen Perlmuttglanz auf.
Apophyllit besitzen eine sehr vollkommene Spaltbarkeit nach {001}, gelegentlich wird noch eine unvollkommene Spaltbarkeit nach {110} genannt. Apophyllit bricht aufgrund seiner Sprödigkeit aber ähnlich wie Amblygonit, wobei die Bruchflächen uneben ausgebildet sind. Mit einer Mohshärte von 4 bis 5 gehören die Apophyllite zu den mittelharten Mineralen, die sich wie die Referenzminerale Fluorit und Apatit mehr oder weniger leicht mit einem Taschenmesser ritzen lassen. Die gemessenen Dichten für Apophyllite betragen 2,33 g/cm³ bis 2,37 g/cm³, die berechneten Dichten liegen zwischen 2,30 g/cm³ und 2,37 g/cm³.
Im Dünnschliff sind Apophyllite farblos und weisen anomale Interferenzfarben auf. Charakteristisch für die Apophyllite ist eine auffallend geringe Doppelbrechung und eine oft im gleichen Kristall zu beobachtende Variation des optischen Charakters von positiv zu negativ. Apophyllite sind häufig optisch anomal und zweiachsig. Die optischen Anomalien des Apophyllits sind seit langem bekannt; sie äußern sich neben der Zweiachsigkeit u. a. in Felderteilung und den „Apophyllit-Ringen“, einer Farbbesonderheit bei den Interferenzfiguren.
Apophyllit ist stark pyroelektrisch derart, dass sich beim Abkühlen des erhitzten Kristalls die Enden seiner Hauptachse positiv, die mittleren Regionen negativ aufladen.
Apophyllite zeigen durch die Abspaltung des Kristallwassers eine deutliche Reaktion vor dem Lötrohr. Dabei blättern sie in charakteristischer Weise auf und schmelzen leicht zu weißem blasigem Email, auf Kohle hingegen zu einer klaren durchsichtigen Kugel. Eine Violettfärbung der Flamme findet nur in der Nähe der Probe statt. Im Kölbchen unter Wasserabgabe matt werdend; Fluor-Reaktion. Durch Salzsäure und Salpetersäure leicht, durch Schwefelsäure schwer zersetzbar, wobei sich ein schleimiger bis gallerteartiger Rückstand bildet, der nach dem Glühen schwerer angreifbar ist. Das Pulver reagiert stark alkalisch, auch nach dem Glühen.

## Modifikationen und Varietäten
Viele Apophyllite sind kontinuierlich oder diskontinuierlich zoniert. Apophyllite aus der Sampo Mine in Japan weisen z. B. kaliumreiche Randzonen (Fluorapophyllit-(K)) und natriumreiche Kernzonen (Fluorapophyllit-(Na)) auf. Als „Albin“ wurden Apophyllite von verschiedenen Fundorten bezeichnet, die mehr oder weniger in Calcit umgewandelt waren. Eine durch Spuren von Eisen olivengrün gefärbte Varietät von Island wurde „Xylochlor“ (nach den griechischen Wörtern ξύλον [xylos] für „Holz“ und χλωρός [chloros] für „grün“) genannt. Die Färbung wird aber wahrscheinlich nicht durch Eisen, sondern durch Vanadium (siehe oben) erzeugt.

## Bildung und Fundorte

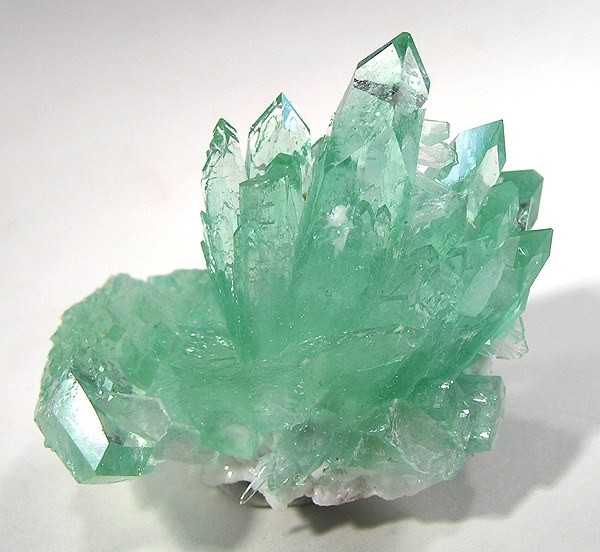
Grüne Fluorapophyllit-(K)-Kristalle in Schleifqualität aus den Pashan Hills bei Pune im gleichnamigen Distrikt, Maharashtra, Indien (Größe: 3,9 cm × 3,4 cm × 2,5 cm)

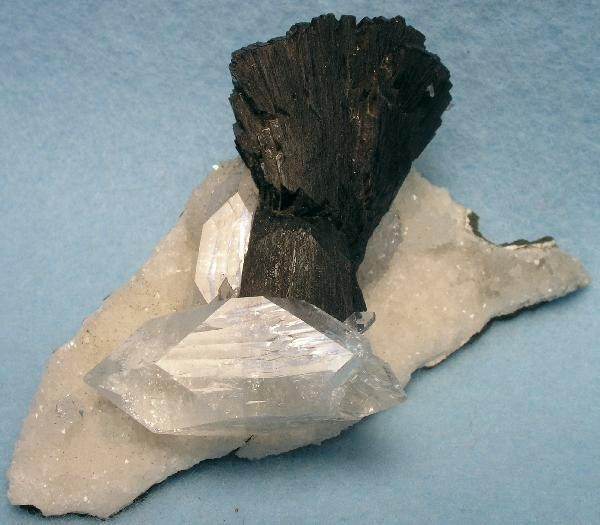
Transparenter Fluorapophyllit-(K)-Kristall neben dunklem Heulandit aus dem Distrikt Jalgaon, Maharashtra, Indien (Größe: 8 cm × 4,5 cm × 3 cm)

Minerale der Apophyllitgruppe werden als sekundäre Bildungen in Hohlräumen und ehemaligen Gasblasen in Basalt, Phonolith oder anderen vulkanitischen Gesteinen gefunden. Begleitminerale sind fast immer Zeolithe wie Stilbit, Laumontit und Skolezit sowie Prehnit, Datolith und Pektolith. Solche Stufen stammen häufig aus der indischen Provinz Poona. In Amphiboliten und Skarnen werden Apophyllite ebenfalls von Prehnit, Datolith und Pektolith begleitet. Ein zweiter Bildungsschwerpunkt sind alpinotype Zerrklüfte wie z. B. in den Alpen, wo die Apophyllite ebenfalls von Zeolithen, aber z. B. auch von Fluorapatit begleitet werden. Schließlich finden sich die Vertreter der Apophyllitgruppe auf hydrothermalen Gängen, wo sie wiederum mit bestimmten Zeolithen wie z. B. Harmotom und Analcim, aber auch mit Calcit, vergesellschaftet sind. Ein typischer Fundort für diese Paragenese ist St. Andreasberg im Harz. Schließlich kennt man auch Bildungen durch Thermalquellen wie z. B. in Mauerwerk der Bäder von Plombières-les-Bains, Vogesen, Lothringen, Frankreich, wo pyramidale Apophyllit-Kriställchen auf traubigem Hyalit sitzen.
Weltweit sind bisher (Stand 2016) rund 1100 Fundstellen für „Apophyllite“ bekannt. In ca. 320 dieser Lokalitäten wurde Fluorapophyllit-(K) nachgewiesen, in ca. 85 Fundpunkten Hydroxyapophyllit-(K) und in ca. 10 Fundpunkten Fluorapophyllit-(Na). Für die restlichen Fundorte kann nur – da keine Analysen existieren – undifferenziert „Apophyllit“ angegeben werden.
Die Typlokalität des Hydroxyapophyllit-(K) ist die Ore Knob Mine, Ore Knob, Ashe County, North Carolina, USA. (Koordinaten der Ore Knob Mine).
Die Typlokalität des Fluorapophyllit-(Na) ist die Sampo Mine in Japan. Für Fluorapophyllit-(K) ist keine Typlokalität ausgewiesen, jedoch ist der erste Fundort dieses Minerals die Sörgrube bei Hällestad unweit Finspång in der Landskap Östergötland, was der heutigen schwedischen Provinz Östergötlands län entspricht. Hällestad ist identisch mit dem ältestbeschriebenen Apophyllit-Vorkommen von Carl Rinman.

## Verwendung

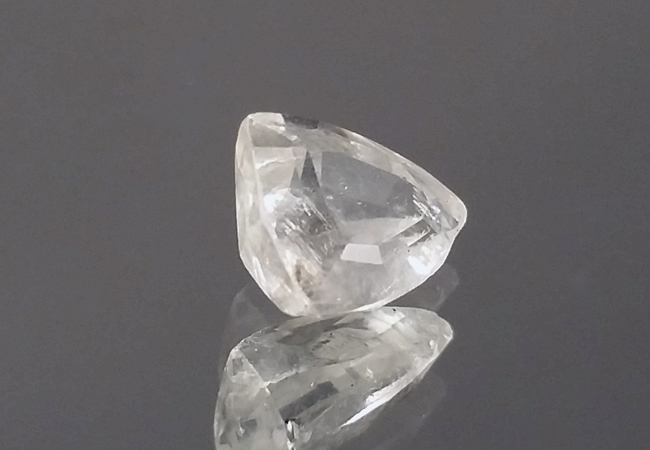
Geschliffener Apophyllit, 0,60 ct, aus Indien

Minerale der Apophyllitgruppe stellen aufgrund ihrer Größe, Farbe und ihres Glanzes und der Paragenese mit Zeolithmineralen in erster Linie für Sammler interessante Bildungen dar.
Fluorapophyllit-(K) ist aufgrund seines Kaliumgehaltes ein wichtiges Mineral zur 40Ar/39Ar- und Rb-Sr-Geochronologie.
Da Minerale der Apophyllitgruppe aufgrund der sehr vollkommenen Spaltbarkeit schwierig zu behandeln sind, werden sie kaum verschliffen. Das beste Material zum Facettieren sind farblose Kristalle aus Indien, aus denen Steine bis zu 15 ct geschliffen werden. In der Smithsonian Institution in Washington, D.C. befindet sich ein farbloser Apophyllit mit steilen Facetten und einem Gewicht von 15,4 ct. Apophyllite mit Perlmuttglanz werden zu Cabochons verarbeitet.